# Gideon Ståhlberg

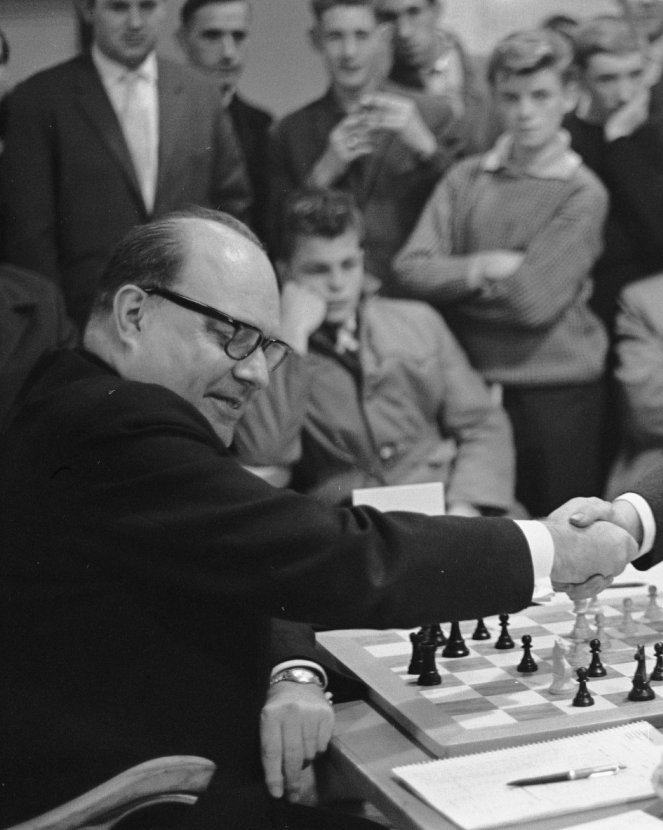
Ståhlberg in Zevenaar, 1961

Gideon Ståhlberg (Göteborg, 26 januari 1908 - Leningrad, 26 mei 1967) was een Zweeds schaakgrootmeester.
Ståhlberg won al in 1927, samen met Gösta Stoltz, het kampioenschap van Zweden. Dit succes herhaalde hij in 1929 en 1939. In de jaren 30 raakte hij bekend door zijn overwinningen op de sterspelers Rudolf Spielmann (in 1933) en Aaron Nimzowitsch (in 1934). Hierna volgden tot aan de uitbraak van de Tweede Wereldoorlog nog vele successen.
Van 1928 tot 1964 nam hij dertien keer deel namens Zweden aan de Schaakolympiade. Hij vertegenwoordigde zijn land ook in 1939 in Buenos Aires, toen de oorlog uitbrak. Tot 1948 verbleef hij in Argentinië. In 1950 werd hem door de FIDE de grootmeesterstitel verleend. In 1956 won Ståhlberg het Hoogovenstoernooi.
Vanaf 1951 was hij Internationaal scheidsrechter voor de FIDE en leidde alle wedstrijden van Michail Botvinnik om de wereldtitel van 1951 tot 1963 (Moskou). Kort voor de opening van het internationale toernooi in Leningrad in 1967, waaraan hij zou deelnemen, stierf hij aan een hartinfarct.